# Angela Thwaites
Angela Mary Thwaites (* 1960 Chelmsford) je britská sklářská výtvarnice, výzkumnice v oboru hutního skla a vysokoškolská pedagožka. V letech 1983–1985 studovala na VŠUP v Praze u prof. Stanislava Libenského.

## Životopis
Angela Mary Thwaites studovala v letech 1978–1979 na Colchester Institute of Higher Education. Poté v letech 1979–1982 studovala obor keramika a sklo na West Surrey College of Arts and Design ve Farnhamu u Raye Flavella a Stephena Proctera. Roku 1982 obdržela ocenění Distinction Licentiateship od Society of Designer Craftsmen a druhou cenu v soutěži Bowman Webber Competition for the use of Flat Glass, Coleridge Highgate Gallery v Londýně. Rok 1983 strávila ve studiu v Boxfordu v Suffolku a absolvovala letní kurs sklářských technik sklářské školy Pilchuk ve Stanwood ve státě Washington.
Na postgraduální studium v Praze se přihlásila aby se zde naučila pracovat s taveným sklem u Stanislava Libenského a Jaroslavy Brychtové, kteří v té době představovali absolutní světovou špičku. Angela Thwaites musela splnit podmínku naučit se česky a ani tato překážka ji neodradila a češtinu zvládla během jednoho roku. Díky čtyřem stipendiím British Council mohla v Praze strávit celkem tři roky (1983–1985).
V dalším profesním životě pracovala ve studiích Alton, Hampshire (1985–1989), ve Victoria Glass, Londýn u Catherine Hough a Stevena Newella (1987–1994), u Stephena Proctera ve Farnhamu (1988), ve studiu Gabriel's Wharf v Londýně (1989–1990), ve studiu Bow, East London (1990–1993) a Southwark v South London (1993–2002). Roku 2003 založila vlastní studio v Loughborough Junction v Londýně. V současnosti[kdy?] žije a má vlastní studio v Croydon, South London.
V letech 1999–2001 působila jako výzkumnice v Ceramics and Glass Department, Royal College of Art, London, U.K. Zabývala se zde výzkumem materiálů pro tvorbu forem při hutním tavení skla a výsledky své práce publikovala jako příručku sklářských technik. Roku 2014 získala čtyřleté stipendium Arts and Humanities scholarship a absolvovala doktorské studium (Ph.D) na University of Sunderland, U.K.

### Vysokoškolská pedagožka
Od roku 1995 působí jako pedagožka sklářských technik. Od roku 2019 je zaměstnána v londýnských Danny Lane Studios na pozici Post Doctoral Innovation Placement.
- University of Wolverhampton, U.K. (1995–1998)
- Westminster Adult Education Service, London, U.K. (1994–2009)
- Masterclasses and residencies, The Glass Furnace, Istanbul, Turkey (2003–2006)
- Tutor Richmond School of Art, London (2004–2014)
- Mentor on CGS Arts Council funded scheme (2010–2011)
- Senior lecturer, Design Crafts, De Montfort University, UK (2007–2014)

Jako pedagožka se zúčastnila řady letních akademií a mistrovských kursů: Spring & Summer Academies at Bildwerk, Frauenau, Německo (2006, 2007, 2011), Summer Academies, Tilburg, Hollandsko (2008, 2009, 2014), Northlands Glass, teaching masterclass with Anna Matouskova (2010), Northlands Glass, teaching masterclass with Ivana Sramkova (2011), Master class leader, Northlands Glass, Scotland (2015), ‘Un-object’, Co-leader, Masterclass, Pilchuck Glass
School, USA (2016), ‘Glassworks’, experimental transdisciplinary 3D print and glass casting workshop, University of West England, UK (2018), ‘Digtial Footprints in Glass’, Co-leader, Master class, Pilchuck Glass School, USA (2018)

## Zastoupení ve sbírkách (výběr)
- 2019 – National Glass Centre, Sunderland, Velká Británie
- 2014 – The National Art Glass Collection, Wagga Wagga Art Gallery, Nový Jižní Wales, Austrálie
- 2003 – Cowdy Gallery Glass Collection, Gloucestershire, Velká Británie
- 2000 – Gozthony Kuria, Kaposvár, Maďarsko
- 1998 – Glasmuseum, Frauenau, Německo
- 1997 – Museum of Decorative Arts, Lausanne, Švýcarsko

## Výstavy (výběr)
- 2007– 2009 – ‘Czech and Slovak Glass in Exile’, Moravian Gallery, Brno, Slovak National Gallery, Bratislava, Riihimaki Museum, Finland, Glyptoteka, Záhřeb
- 2010 – British Glass Biennale, invited section
- 2011 – kurátorka 'Melt' at London Glass Blowing, představení vlastní publikace 'Mould making for glass'
- 2012 – 'Glass Games' selected by the CGS, London and Stourbridge
- 2012 – ‘Medallions’, CGS at International Festival of Glass, Stourbridge, UK
- 2013 – ‘New Glass - Ancient Skill, Contemporary Artform’ part of the CGS Glass Skills events, Blackwell House, Cumbria, UK
- 2013 – ‘Hot Glass!’, part of CGS Glass Skills events, Contemporary Applied Arts, London, UK
- 2014 – Hsinchu City International Glass Festival, Taiwan
- 2014 – Kiln formed glass at the Neuhauser Kunstmuehle, Salzburg, Rakousko
- 2014 – ‘Spectrum’, Scottish Gallery, Edinburgh, Skotsko
- 2015 – ‘Wish you were here’ Contemporary Glass Society (CGS) International Festival of Glass, Stourbridge, UK
- 2016 – ‘Black to White and Back Again’, selected and curated by Contemporary Glass Society, London, UK
- 2017 – British Glass Biennale, Ruskin Glass Centre, Stourbridge, UK
- 2017 – ‘Clone’, selected and curated by Just Glass, Courtyard Arts, Hertford, UK
- 2017–2018 – ‘Jewellery : Wearable Glass’, National Glass Centre, Sunderland UK, Ruthin Craft Centre, Wales, Oxo Tower, London
- 2018  – Viva exhibition, National Glass Centre, University of Sunderland, UK
- 2018  – ‘Breaking the Mould’, London glass Blowing Gallery
- 2018  – ‘Loud and Clear’, Harley Gallery, Nottinghamshire, UK
- 2018  – ‘Glasshuis XII’, Parndon Mill, Harlow, UK
- 2018  – ‘Light Embodied’, Pembroke College, Oxford, in conjunction with ‘Science, Imagination and Wonder’ conference, part of ‘Ordered Universe’ trans-disciplinary prroject
- 2018  – ‘Lightbox: an exploration of Glass, Light and other phenomena’, StJohn’s on Bethnal GRenn, London, UK
- 2019  – ‘Lightbox 2: an exploration of Glass, Light and other phenomena’, curated and exhibited at Holy Saviour, West Croydon, UK